# Češme-Ali (Raj)
Češme-Ali (perz. چشمه‌علی, dosl. Alijeva česma) je arheološko nalazište u iranskom gradu Raju, odnosno južnom predjelu suvremenog Teherana. Na lokalitetu je pronađena keramika iz neolitika od velike važnosti za istraživanje prapovijesti Iranske visoravni, dok ostale znamenitosti uključuju ostatke starovjekovne građevine iz partskog razdoblja odnosno srednjovjekovnog islamskog grada, te veliki reljef iz kadžarskog razdoblja.

## Zemljopis
Prirodni izvor nalazi se na južnoj strani granitnog brežuljka koji se u odnosu na okolicu izdiže 15-ak metara, a proteže se oko 400 m u smjeru istok-zapad. Lokacija koja obuhvaća izvor, uzvisinu i užu okolicu nalazi se na sjeveru drevnog Raja, odnosno na jugoistoku suvremenog Teherana. Od susjedne uzvisine Kuh-e Safaije i tvrđave Raškan udaljen je oko 300 m prema sjeverozapadu, a nadmorska visina podnožja iznosi oko 1070 m. Glavni čimbenici koji su uvjetovali naseljavanje Češme-Alija još u prapovijesti bili su stalnost pitke vode, okolna plodna polja, povoljna topografija za obranu, te prije svega smještaj na pouzdanom povijesnom putu uz Alborz koji je igrao veliku ulogu prilikom ljudskih migracija u Jugozapadnoj Aziji.

## Arheologija
Prva arheološka istraživanja Češme-Alija početkom 20. stoljeća predvodili su Francuzi koji su zbog tradicionalno dobrih odnosa gotovo imali monopol na sva povijesna istraživanja u Iranu. Godine 1912. iskopavanja je predvodio J. de Morgan, a nastavljena su 1924. pod vodstvom francuske diplomatske misije iz Teherana. Provedene analize nisu imale većeg utjecaja u svijetu arheologije s obzirom na to da veće stručne publikacije nisu objavljene, već isključivo sažeci u obliku memoara.
Od 1934. do 1936. godine, pod pokroviteljstvom muzeja Sveučilišta u Pennsylvaniji i bostonskog Muzeja umjetnosti, opsežna istraživanja predvodio je njemački arheolog E. F. Schmidt koji je istovremeno sudjelovao pri iskopavanju Perzepolisa u Farsu i Tape-Hesaru kod Damgana. Usprkos sveobuhvatnim radovima na terenu, ni Schmidt nije detaljnije obradio Češme-Ali u tekstualnom obliku već su 1932. i 1935. godine u arheološkim časopisima izdani kratki sažeci, a 1940. i zračne fotografije. Njegov katalog artefakata i fotografije danas su podijeljeni između dvaju pokroviteljskih muzeja, Orijentalnog instituta u Chicagu, te iranskih muzeja iz Teherana.
Češme-Ali u arheološkim publikacijama prvi se put ozbiljnije pojavljuje 1942. godine kada D. E. McCown objavljuje pregled prapovijesne kronologije Irana. Narednih pola stoljeća istraživanje Češme-Alija uglavnom je bilo ograničeno na katalogizaciju pronađenog materijala odnosno utvrđivanje veza s Tape-Hesarom i Tape-Sialkom. Koncem 1990-ih godina, iranski arheolog H. Fazeli provodi nova iskopavanja na lokaciji, no u znatno manjoj mjeri u odnosu na Schmidta s obzirom na to da su većinu rubnih dijelova lokaliteta progutala suvremena predgrađa. Nakon stečenog doktorata na Sveučilištu u Teheranu, Fazeli tijekom 2000-ih pokreće plodnu suradnju s britanskim, australskim i američkim arheolozima čime se ostvaruje komparativan uvid u materijale pohranjene u Teheranu i Pennsylvaniji, te objavljuju nove sinteze o Češme-Aliju.

### Neolitik
Neolitička nalazišta iz 6. tisućljeća pr. Kr. nad izvorom Češme-Ali otkrivena su još 1930-ih godina pod vodstvom E. F. Schmidta. D. E. McCown dijeli prapovijesni arheološki materijal s Češme-Alija u dvije skupine − IA (donji i gornji) i IB, te poistovjećuje kronologiju potonje s I.-III. razdobljem Tape-Sialka (5500. − 4000. pr. Kr.). Temeljem novih komparativnih istraživanja Tape-Zagea i Tepe-Gabristana kod Kazvina, arheolog J. Madžidzade revidirao je kronologiju središnje Iranske visoravni i podijelio je na arhaično, rano, srednje i novo visoravansko razdoblje. Na takvoj osnovi Češme-Ali IA može se klasificirati u rano visoravansko, odnosno Češme-Ali IB u srednje visoravansko razdoblje.
Prapovijesni nalazi sa središnje Iranske visoravni ukazuju da je koncem 5. tisućljeća pr. Kr. stanovništvo ove regije na temelju poljodjelstva i stočarstva razvilo jedinstvenu kulturu koja se neprekidano održala puna tri tisućljeća. U početku su živjeli u malim kućama od nabijene zemlje prekrivenih blatom, a kasnije su počeli rabiti nepečenu opeku s utiscima prstiju zbog kvalitetnijeg prianjanja veziva. Utisci su često bili ožbukani i obojeni u crveno. Stanovnici su sahranjivali mrtve ispod vlastitog kućnog poda, a kosturi su prekrivani crvenim okerom. Mrtvu dojenčad ponekad bi pokapali u malim ćupovima.
Umjetnička i tehnološka dostignuća prapovijesnih stanovnika Češme-Alija očituju se u lončarstvu. U početku su izrađivali mekanu keramiku s dodacima slame, obično poliranu i ukrašenu jednostavnim geometrijskim motivima. Crveni oblici ove keramike također su rađeni, no počeli su prevladavati u kasnijem razdoblju. Druga, finija vrsta crvene keramike bila je ona s pijeskom, a njegova polirana površina ukrašena je crnom bojom. Sve navedene vrste keramike oblikovane su ručno, bez upotrebe lončarskog kola. Slamnata keramika kasnije se razvila u tzv. klasičnu češme-alijsku keramiku s jasnim crvenkasto-narančastim tijelom, obloženu premazom, često i poliranu odnosno u potpunosti obojenu u crno ili tamno smeđe. Osim geometrijskih motiva, na keramici se pojavljuju i prikazi biljaka, dugonogih ptica, magaraca, koza, pasa, riba, te rjeđe i ljudskih figura.
Srednje visoravansko razdoblje kod Češme-Alija i srodnih nalazišta na Iranskoj visoravni obilježeno je širenjem tzv. šljivaste keramike, no kulturni prodor egzotičnih utjecaja bio je kratkotrajan i zemljopisno ograničen. Naime, Češme-Ali IA (gornja) razvila se u kulturu Češme-Ali IB, isto kao i kod Hesara, Sialka i Gabristana. Karakteristične koncentrične brazde na keramici ovog razdoblja dokaz su uvođenja lončarskog kola u proizvodnju. Također, za razliku od ranije crvene keramike, IB posude oslikane su isključivo na gornjim dijelovima i visoka kružna baza obično im je ukrašena s tri ili četiri vertikalne linije. Repertoar geometrijskih, biljnih, životinjskih i ljudskih motiva bio je veći nego ranije, no boje su uvijek bile jednolične: tamno smeđe, crne, te crvenkaste u slučaju neravnomjernog pečenja. Osim neolitičkih iskopina pronađeni su i materijali koji se datiraju u rano željezno doba (1200.−1000. pr. Kr.).

### Partsko razdoblje
Zemljani slojevi iznad prvog neolitičkog naselja otkrivaju prisutnost važne starovjekovne zgrade izgrađene od blatne opeke. Arhitektonski kompleks sastojao se od središnjeg dvorišta okruženog prostorijama, a E. F. Schmidt identificira ga kao hram (moguće zoroastrijski plamenik). Njemački arheolog pronađene kovanice datira u partsko razdoblje (3. st. pr. Kr. − 3. st.) što podrazumijeva kronološku prazninu u naseljenosti Češme-Alija od približno 3000 godina. Unutar kompleksa pronađene su kovanice koje se datiraju u vrijeme vladavine Mitridata I. (171.−138. pr. Kr.) i Pakora II. (78.−105.), a izvan kompleksa na istoj razini oko 500 bakrenih kovanica iz vremena Mitridata II. (123.−88. pr. Kr.), Oroda II. (57.−37. pr. Kr.), Fraata IV. (37.−2. pr. Kr.) i Vonona I. (8.−12.). Također, pronađeni su i pocakljeni zelenkasto-plavi fragmenti posuda. Sivo posuđe s lokaliteta datira se u rano partsko razdoblje, a danas se konzervira u Nacionalnom muzeju u Teheranu.

### Ranoislamsko razdoblje
Osim prapovijesnih i starovjekovnih materijala, kod Češme-Alija pronađeni su i ostaci ranoislamskog grada s ograničenim brojem artefakata. Gradske zidine prate topografiju uzvisine i tijekom srednjeg vijeka predstavljale su sjevernu granicu utvrđenog Raja, a njihov je zapadni dio danas temeljito rekonstruiran. Budući da je ranoislamski Raj bio važnim strateškim čvorištem za kontrolu istočnog kalifata odnosno rodno mjesto kalifa Haruna al-Rašida čiji se raskošni dvor povezuje s pričama iz Tisuću i jedne noći, iranski arheolozi datiraju zidine u rano abasidsko razdoblje (8. − 9. st.). U okolnom dvometarskom zemljanom sloju iz istog razdoblja E. F. Schmidt je iskopao male mauzoleje, više grobova s loše očuvanim kosturima, te nadgrobne ploče od alabastera s kufskim vjerskim ornamentima. Pronađeni predmeti uglavnom su kovanice koje se datiraju u ranoislamsko (omejidsko i abasidsko) ili srednjoislamsko (bujidsko i seldžučko) razdoblje. S obzirom na to da su pronađene i kovanice s prikazom Šahruha Mirze (vl. 1405.−1447.), stručnjaci pretpostavljaju da najmlađi islamski sloj pripada timuridskom razdoblju (14. − 15. st.).

## Kadžarski reljef
Neposredno iznad istočng dijela izvora nalazi se veliki reljef približnih dimenzija 12 x 5 m kojeg je u ranom 19. stoljeću dao urezati kadžarski vladar Fateh Ali-šah (vl. 1797.−1834.). Slične reljefe dao je urezati i u Kermanšaškoj pokrajini i Farsu što svjedoči da je bio inspiriran drevnim ahemenidskim (Behistun) odnosno sasanidskim prikazima (Nakš-e Rustam). Lokacija rajskog reljefa odabrana je zato što je Češme-Ali bio vrlo posjećeno mjesto kako za putnike s konjima i magarcima tako i lokalno stanovništvo koje je ondje pralo tepihe vjerujući da ih izvorska mineralna voda pomlađuje.
Reljef s prikazom vladara i njegovih podanika organiziran je u tri panela podijeljena dvama stupovima. Na središtu glavnog panela prikazan je Fateh Ali-šah sjedeći na prijestolju, nosi visoku kapu s tri ergete i ima vrlo izražene brkove odnosno dugu bradu. Mač i bodež pričvršćeni su mu za remen, dok u ruci drži žezlo. Na njegovoj desnoj ruci sjedi sokol, a iza prijestolja nalazi se podanik sa suncobranom. Šahovi podanici poslagani su u dva reda, a devet likova s njegove desne strane identificiraju se kao Naib Sultane, Husein Ali i Tagi Mirza (gore), te Muhamed, Ali Mirza, Fateh-Ali Mirza, Abdulah Mirza, Bačme Mirza i jedan nepoznat (dolje). Likovi s njegove lijeve strane su Ali-Nagi Mirza, Veri Mirza i Malek Mirza (dolje), dok uz samog vladara stoje Hedar Mirza i Mohalah Mirza. Svi navedeni likovi prikazani su s dugim bradama, a dva najmanja su Mučul Mirza i Kameran Mirza. Uz gornju odnosno bočne strane reljefa urezani su i natpisi.

## Poveznice
- Raj
- Tvrđava Raškan